# San Floriano del Collio
San Floriano del Collio  (Števerjan in sloveno, San Florean dal Cuei in friulano), già San Floriano, è un comune italiano di 729 abitanti in Friuli-Venezia Giulia.
Nel 1928 il comune fu soppresso e aggregato al comune di San Martino Quisca. Quando quest'ultimo comune fu trasferito alla Jugoslavia nel 1947, il territorio dell'ex comune di San Floriano del Collio fu aggregato a Capriva del Friuli. Il comune di San Floriano del Collio fu infine ricostituito nel 1951.

## Storia
San Floriano del Collio è un comune situato nella regione Friuli Venezia Giulia, in Italia, noto per la sua posizione nel cuore della zona vinicola del Collio. La sua storia è strettamente legata alla tradizione agricola e vitivinicola della regione.

### Origini e primi insediamenti
Le prime attestazioni storiche di San Floriano risalgono all'epoca romana, quando l'area era frequentata per le sue risorse agricole e la sua posizione strategica lungo le vie commerciali. Tuttavia, il nucleo di insediamento si sviluppò principalmente nel medioevo, con l'edificazione di chiese e strutture rurali.

### Periodo medievale
Nel Medioevo, il territorio di San Floriano fu soggetto a diverse signorie e dominazioni, tra cui quella dei Patriarchi di Aquileia e successivamente degli Asburgo. La chiesa di San Floriano, dedicata al santo patrono, risale a questo periodo e testimonia l'importanza religiosa e sociale del luogo.

### Età moderna e contemporanea
Nel corso dei secoli, San Floriano del Collio mantenne la sua vocazione agricola, specializzandosi nella produzione di vini di alta qualità, come il Collio DOC. La zona si sviluppò come importante centro vitivinicolo, attirando commercianti e appassionati del settore.
Durante il XX secolo, il comune ha subito le conseguenze delle due guerre mondiali, ma ha saputo ricostruirsi e valorizzare il patrimonio culturale e naturale, promuovendo il turismo e la cultura del vino.

### Patrimonio e cultura
Oggi, San Floriano del Collio è conosciuto per i suoi paesaggi pittoreschi, i vigneti e le tradizioni enogastronomiche, che rappresentano un patrimonio storico e culturale di grande valore. La sua storia è ancora visibile attraverso le chiese, le ville e i castelli presenti nel territorio.

### Simboli
Lo stemma e il gonfalone del comune sono stati concessi con decreto del presidente della Repubblica del 13 luglio 2004.
Stemma
Gonfalone

## Monumenti e luoghi d'interesse
- Chiesa di San Floriano del Collio

## Società

### Evoluzione demografica
Abitanti censiti

### Lingue
San Floriano del Collio è un comune bilingue: accanto alla lingua italiana, è ufficialmente tutelata la lingua slovena. La  maggioranza è di etnia slovena e parla l'italiano come seconda lingua.

## Economia
Chiamata terra dell'uva e delle ciliegie, grazie alla sua posizione collinare si è affermata negli ultimi anni per i suoi vini. La presenza sul territorio di un gran numero di aziende agricole che producono ed esportano i loro vini in tutto il mondo fa di questo paese la meta preferita di appassionati e buongustai. Inoltre, San Floriano presenta una notevole offerta di agriturismi, hotel, ristoranti e trattorie. Il circolo del paese organizza ogni anno il festival della musica folcloristica slovena, che ha luogo nel primo fine settimana di luglio. Il primo festival fu nel 1971.

## Amministrazione
| Periodo | Periodo   | Primo cittadino | Carica  |
| ------- | --------- | --------------- | ------- |
| 1995    | 1999      | Adriano Corsi   | Sindaco |
| 1999    | 2004      | Adriano Corsi   | Sindaco |
| 2004    | 2009      | Adriano Corsi   | Sindaco |
| 2009    | 2014      | Franca Padovan  | Sindaco |
| 2014    | 2019      | Franca Padovan  | Sindaco |
| 2019    | 2023      | Franca Padovan  | Sindaco |
| 2023    | in carica | Marjan Drufovka | Sindaco |